# Amphimallon burmeisteri
Amphimallon burmeisteri är en skalbaggsart som beskrevs av Brenske 1886. Amphimallon burmeisteri ingår i släktet Amphimallon och familjen Melolonthidae. Inga underarter finns listade i Catalogue of Life.